# جام جمجمه

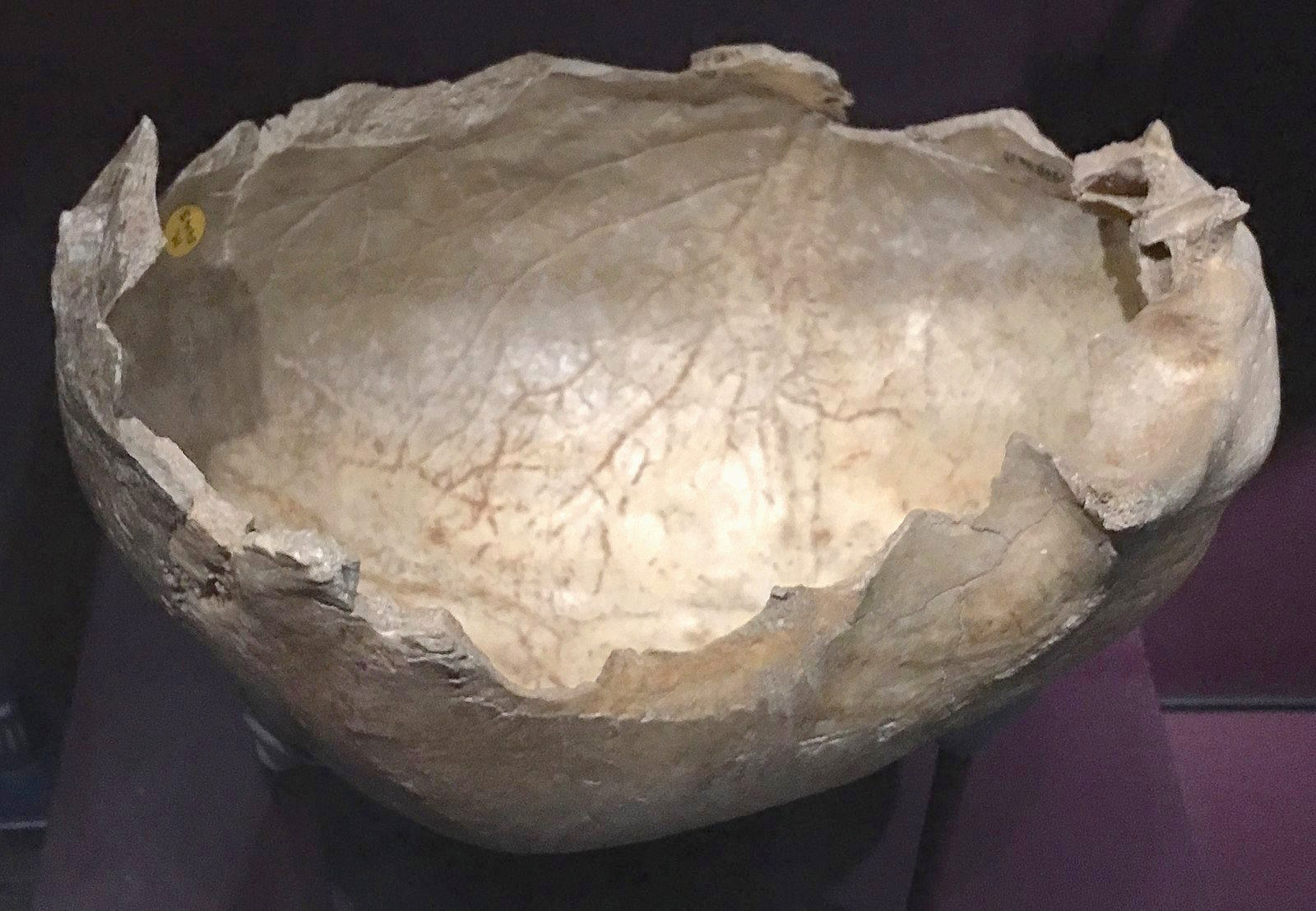
قدیمی‌ترین جام جمجمه متعلق به ۱۴٬۷۰۰ سال پیش که در از غاری در انگلستان به دست آمده است.

جام جمجمه (انگلیسی: Skull cup) به جامی برای نوشیدن یا کاسه‌ای برای خوردن غذا گفته می‌شود که از استخوان جمجمه انسان ساخته شده باشد. در جام جمجمه استخوان فرق سر انسان از بقیه جمجمه جدا شده و به‌طور معکوس استفاده می‌شود.

## در ژاپن
در ژاپن، سامورایی مشهور اودا نوبوناگا در سال ۱۵۷۰ که تعدادی از مبارزات علیه خاندان آزای و خاندان آساکورا را رهبری می‌کرد. در سال ۱۵۷۳ و پس از پیروزی در محاصره نظامی محاصره قلعه ایچیجودانی، جمجمه‌های آزای ناگاماسا و پدرش آزای هیساماسا و همچنین آساکورا یوشیکاگه را به شکل جام جمجمه درآورده و به نمایش گذاشت. او از این سه جام برای نوشیدن ساکی استفاده می‌کرد. بر خلاف جام جمجمه در فرهنگ‌های دیگر که ممکن است شبیه یک کاسه یا فنجان چای به شکل کامل درست شود، صنعتگران ژاپنی بخش کوچکی از بالای هر جمجمه را بریدند و سپس جمجمه‌ها را با لایه‌ای از طلا پوشاندند. نوبوناگا این جام‌ها را در ضیافتی به ملازمان خود نشان داد و آنها با این جام نوشیدند. این امر به منظور نشان دادن سرنوشت کسانی بود که بر ضد وی جنگیده بودند. این سه جام احتمالاً در قلعه آزوچی در سال ۱۵۸۲ نابود شد.